# Atlantikwall Museum Scheveningen
Het Atlantikwall Museum Scheveningen is een in het stadsdeel Scheveningen (Den Haag) gevestigd museum, waarbij overgebleven delen van de Atlantikwall worden opengesteld voor het publiek. Het museum wordt draaiende gehouden door vrijwilligers.
In hetzelfde stadsdeel was ook het Bunker Museum Den Haag gevestigd, een instelling met een min of meer vergelijkbaar doel.

## Achtergrond
De Atlantikwall was een 2685 km lange verdedigingslinie die door nazi-Duitsland werd aangelegd in bezet gebied ter voorkoming van een geallieerde invasie. Daarbij werden duizenden bunkers, geschutstellingen en versperringen aangelegd, in eerste instantie nabij havens en zeemonden. Vervolgens werden ook andere belangrijke locaties en tussenliggende delen van versterkingen voorzien. Formeel begon de aanleg in december 1941, maar het meeste werk is verricht vanaf herfst 1942. Na de geallieerde invasie in Normandië kwam het werk goeddeels stil te liggen. Hoewel de naam een ononderbroken muur suggereert, moet men eerder denken aan een lange serie forten en versterkte punten, waarbij tussenliggende kuststroken minder, of helemaal niet werden versterkt. Commando- en communicatiebunkers, alsmede andere ondersteunende bouwwerken werden iets landinwaarts opgetrokken. In de agglomeratie Den Haag zijn niet alleen resten van de kustverdediging bewaard gebleven, maar ook de ondersteunende faciliteiten zijn deels nog in de stad aanwezig.
Scheveningen beschikte niet over een belangrijke haven, maar het Duitse civiel bestuur in Nederland met het hoofdkwartier van de Rijkscommissaris Arthur Seyss-Inquart, op Clingendael, lag niet ver landinwaarts. Daarom was zij kwetsbaar voor verrassingsaanvallen en werd de verdedigingslinie in Scheveningen een van de zwaarder uitgevoerde delen ervan. Het aanleggen van zo'n linie in stedelijk gebied had voor het dagelijks leven een sterk ontwrichtend effect. Alleen al in Scheveningen en Den Haag werden 138.000 mensen uit hun woning verdreven. Na de oorlog is veel afgebroken, maar sommige bunkers of delen daarvan dienen thans als fundament voor woningen (bunkerwoningen) en andere gebouwen. Andere oorlogsbouwwerken lagen er decennialang verlaten bij en werden afgedekt of dichtgemetseld om ongelukken te voorkomen. Groepen enthousiaste burgers hebben soms bunkers uitgegraven of zich anderszins toegang verschaft. Uit deze 'bunkerploegen' of uit andere samenwerkingsverbanden ontstonden soms initiatieven tot behoud of zelfs openstelling van bouwwerken. Eén zo'n organisatie is de Stichting Atlantikwall Museum Scheveningen, opgericht op 1 januari 2005. Zij ontvangt geen subsidie.

## Constructie en organisatie

### Stützpunktgruppe Scheveningen

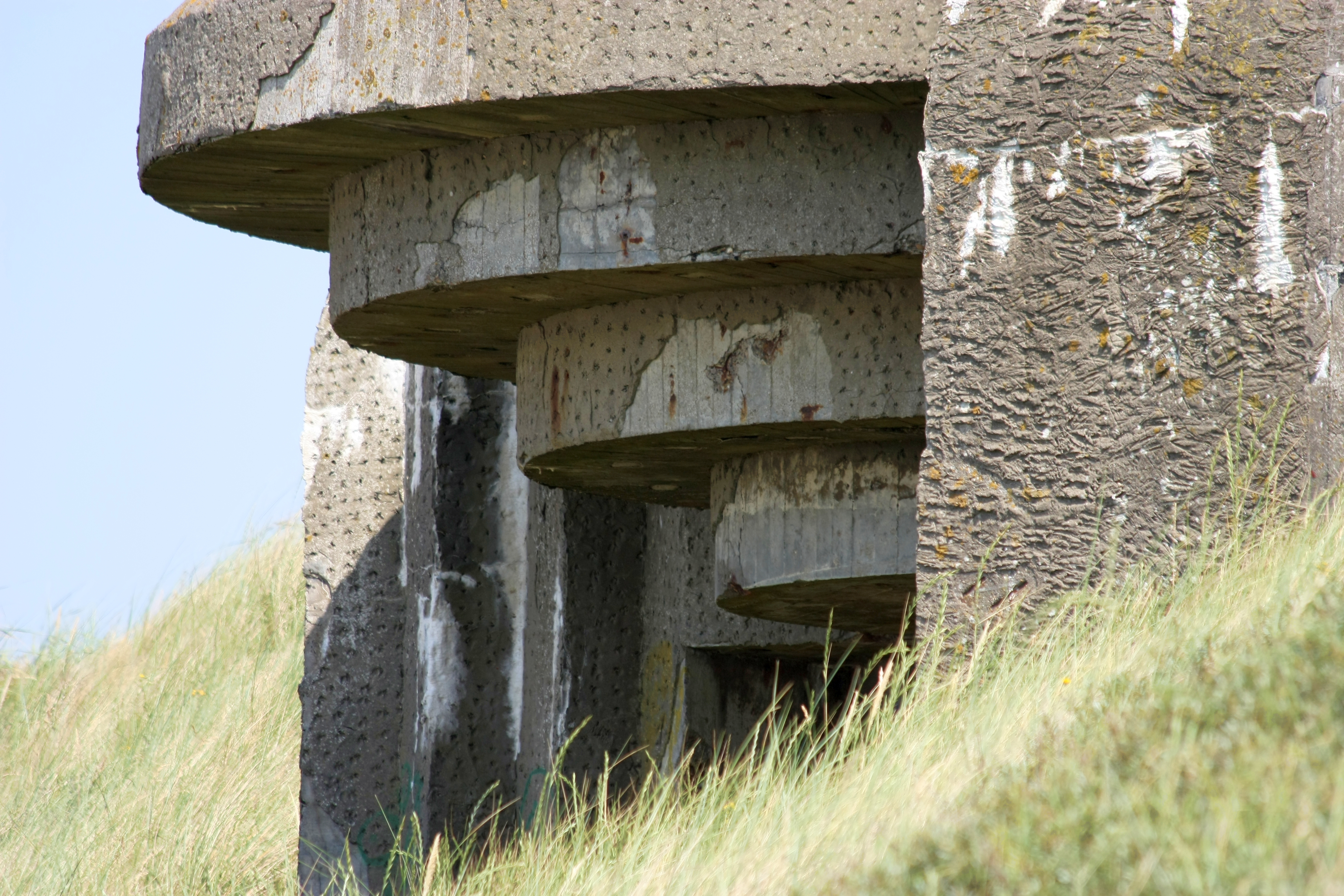
Bunker type 671 SK in het noorden van Scheveningen had kanonnen met een bereik van 23,5 kilometer

De opmerkelijke uitstulping aan de noordoostelijke zijde van de Stützpunktgruppe is het gevolg van het samenvoegen van de Stp.Gr. Scheveningen en het Stützpunkt Clingendael op 22 februari 1943.
Vanaf dat moment raakte buiten de landmacht en marine ook de Waffen-SS bij de verdediging van de Stützpunktgruppe betrokken.
De SS was zo dominant aanwezig, dat binnen twee maanden de commandant van het Stützpunkt Clingendael (SS-standartenführer Erwin Tzschoppe) werd bevorderd tot commandant van de gehele Stützpunktgruppe.
De dominantie van de SS zou nog groter worden, op 10 mei 1944 kreeg zij van de Wehrmachtbefelshaber in den Niederlande een eigen kustverdedigingssector toegewezen. Het K.V.A Befehlshaber der Waffen-SS.

### Widerstandnest 318 Verteidigungsstab
Het Widerstandnest 318 Verteidigungsstab bevindt zich aan de Badhuisweg. Vanuit de bestaande bebouwing (de villa's aan de Badhuisweg) werd het commando over de Stützpunktgruppe gevoerd.Om tijdens gevechtssituaties te kunnen blijven functioneren zijn de belangrijkste functies in bomvrije bunkers ondergebracht. Het complex bestond totaal uit vijftien bunkers, waarvan de meeste bewaard zijn gebleven.
Er liggen zes bunkers uit de categorie Ständiger Ausbau (afkorting St), wat onder meer betekent dat wanden en dak minimaal twee meter dik zijn. Vanwege de hoge ligging (kwetsbaar voor tanks en vlakbaangeschut) zijn de wanden van de 608, 622's en de FL 246 50% dikker uitgevoerd, dus in drie meter dik gewapend beton. De daken zijn "standaard" gebleven met twee meter dik gewapend beton.
- Commandobunker type 608 was het zenuwcentrum van de verdediging.
- Twee manschappenverblijven type 622 dienden om de manschappen bomvrij onder te brengen.
- Munitiebunker type FL 246 deed dienst als centraal munitiedepot.
- Keukenbunker type 645 kon een veldkeuken voor 200 man onderbrengen.
- Brononderkomen type 646 voor de drinkwatervoorziening.

De SS-Oberführer Erwin Tzschoppe en zijn Verteidigungsstab (verdedigingsstaf) vestigden zich in de villa aan de Nieuwe Parklaan 81 maar konden zich in geval van daadwerkelijke gevechten terugtrekken in de commandobunker aan de Badhuisweg. Deze bunker van het type 608 was de belangrijkste bunker in het Widerstandsnest, terwijl de overige bunkers een ondersteunende functie hadden. Het dagelijkse werk werd in de villa's in de omgeving uitgevoerd terwijl het bunker-complex vooral in een alarmsituatie werd gebruikt.
In de nabijheid van de munitiebunker ligt een Luftschutzbunker die in geval van alarm als groepsschuilplaats diende voor het burgerpersoneel dat in de gevorderde villa's aan de Badhuisweg en de Nieuwe Parklaan gelegerd waren.
Volgens een kaart van 24 augustus 1944 werd het Widerstandsnest verdedigd door:
- 10 officieren, 19 onderofficieren en 34 manschappen (met als extra bewapening drie lichte machinegeweren)
- de 2./SS-Panzer Jäger Kompanie "Nordwest" (bestaande uit een officier, 13 onderofficieren en 73 manschappen met als extra bewapening twee 3,7 cm-PaK's en vier lichte machinegeweren)
- de Kabelbautruppen (bestaande uit vier onderofficieren en 14 manschappen)
- de Pionnerzug, bestaande uit twee onderofficieren en 53 manschappen met als extra bewapening vier lichte machinegeweren.[3]

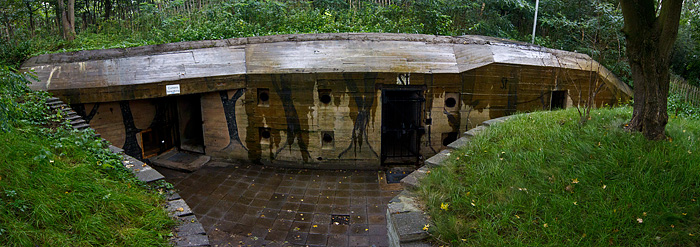
Commandobunker type 608, hoofdgebouw van het museum

## Het museum

### Commandobunker type 608 en manschappenverblijf type 622

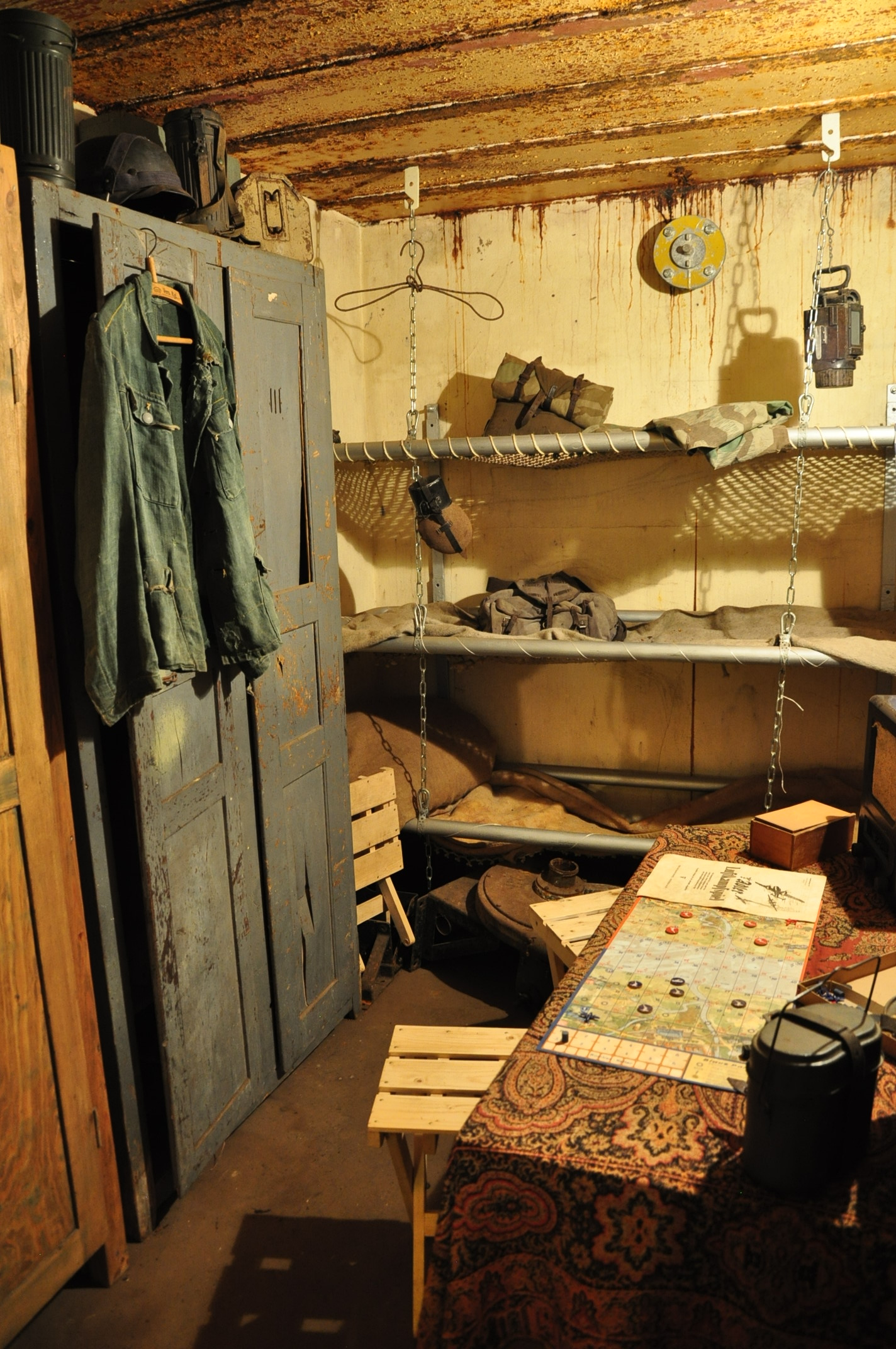
Commandobunker type 608, slaapvertrek voor de manschappen

Op Open Monumentendag in 2008 stelde de Stichting Atlantikwall Museum Scheveningen een bunker open aan de Badhuisweg in Scheveningen. Het gaat hier om een commandobunker van het type 608, 15 bij 17 m groot, die deel uitmaakte van Widerstandnest 318 Verteidigungsstab. Naast de vele foto's werden ook diverse voorwerpen uit de Tweede Wereldoorlog tentoongesteld. De commandobunker trok op deze twee dagen meer dan 4000 bezoekers. Tegenwoordig bevindt zich hier het bezoekerscentrum van de Stichting. De 608 is deels in originele staat teruggebracht en er bevindt zich een expositie over Den Haag in de Tweede Wereldoorlog.

### Manschappenverblijf 622
In 2012 werd naast commandobunker type 608 een tweede bunker uitgegraven. Het was een manschappenbunker type 622 van 12 bij 12 meter. Deze bunker heeft twee kamers voor het onderbrengen van tweemaal tien man. Bijzonder aan deze 622 is dat hij voorzien is van twee nooduitgangen en een periscoop. Dat is iets wat niet elke bunker van het type 622 heeft.

## Bunkerbeheer in Den Haag en Scheveningen

### Widerstandsnest 318
Dit complex toont goed aan hoe de nieuwe structuur op basis van optimale camouflage in de omgeving ingeplant werd tijdens de Tweede Wereldoorlog. De stelling heeft de oorspronkelijke context behouden en is inmiddels op een aanvaardbare wijze in het landschap geïntegreerd. Het terrein en de dertien onderscheiden objecten binnen het commandocomplex zijn aangemerkt als gemeentelijk monument.

### Widerstandsnest 67 HL
In dit complex, gelegen vlak bij de boulevard in Kijkduin, zijn een aantal bunkers door middel van een overdekte loopgraven verbonden. De eerste fase is klaar waarbij er al rondleidingen hebben plaatsgevonden. Fase twee van het project vond in de winter van 2014/15 plaats. Diverse delen van het complex werden toen weer met elkaar verbonden.

### V149
In december 2013 is bij Widerstandsnest 311 het type V149 (Führer der Schnellboote) eenmalig voor bezichtiging opengesteld. Deze V149 is een grote bunker van ca. 29 bij 18 meter met wanden en dak van twee meter dik gewapend beton en was de commandobunker voor de schnellboote, die een taak op zee hadden bij de kustverdediging.

### V143
Voor de Haagse Bunkerdag van september 2014 is bij Widerstandsnest 66HM de bunker V143 eenmalig geopend. De Stichting Atlantikwall Museum Scheveningen heeft de bunker met toestemming van de gemeente vrijgegraven en opengesteld voor het publiek. Een Mammut Gerät is een radarscherm van ca. 20 meter breed en 15 meter hoog. Dit type radar stond boven op het dak van een speciaal hiervoor ontworpen bunker van het type V143, ook wel Mammut bunker genoemd. De Mammut had een bereik tot 300 kilometer maar stond vast opgesteld en kon dus niet draaien. Hierdoor had het een beperkt bereik.

## Andere bunkers in Den Haag en Scheveningen

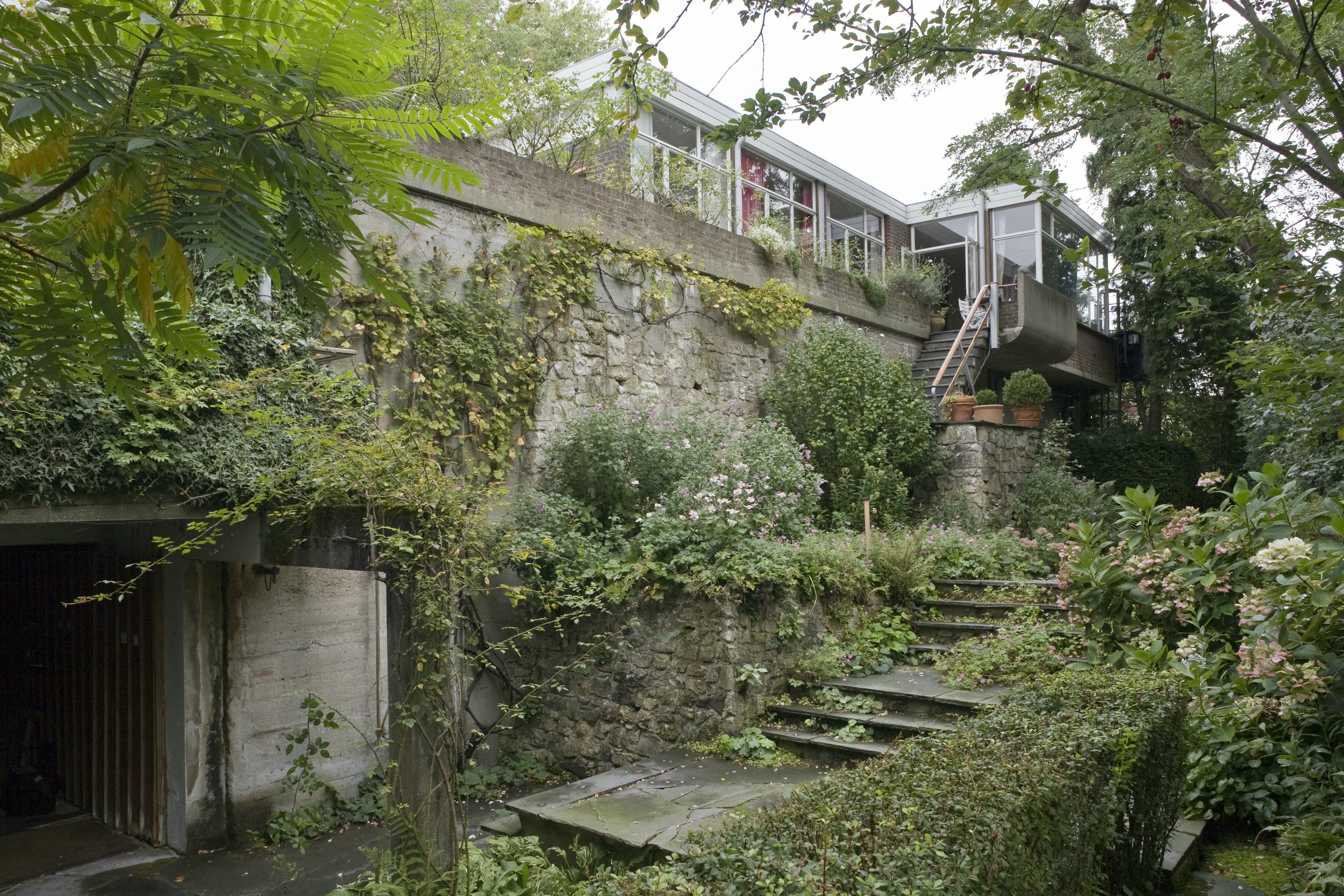
Bunkerwoning aan de Ruychrocklaan, Den Haag, gezien vanuit de tuin. Linksonder is een toegang tot de bunker.

In 1996 werden 17 bunkers en zes complexen op de gemeentelijke monumentenlijst geplaatst wegens hun cultuurhistorische waarde en hun betekenis voor de wetenschap. Onder meer:
- Bij het Westbroekpark zijn enkele huizen op voormalige bunkers gebouwd (bunkerwoningen).[6] Drie daarvan zijn vanaf Het Kanaal goed te zien.
- Park Oostduinlaan
- Nederlandse S3 kazemat, tijdens de mobilisatieperiode 1939-1940 gebouwd en later door de Duitsers uitgebreid. Hij werd opgegraven in 2010 en later vanwege de cultuurhistorische waarde getransporteerd naar het Geniemuseum in Vught. Deze kazemat lag voor het Seinpostduin en was bereikbaar door een tunnel die onder de tankmuur doorging.
- Eind Zwarte Pad, bewoond door beschermde meervleermuizen, voormalige feestbunker met groot gangenstelsel.
- De website van de stichting geeft een overzicht van alle in Den Haag gebouwde verdedigingswerken.[7]

## Samenwerking met andere organisaties
Stichting Atlantikwall Museum Scheveningen organiseert in samenwerking met Zoogdierenwerkgroep Zuid-Holland rondleidingen door het radarcomplex 'Widerstandsnest 66 HM' in de Westduinen. Het gangenstelsel in dit complex is in gebruik als vleermuisreservaat en wordt buiten het winterseizoen met hoge uitzondering één dag opengesteld voor bezichtiging.